# Автомобилна промишленост в Украйна
Автомобилна промишленост в Украйна е един от най-важните сектори на промишленост в страната.

## История
Автомобилната индустрия в Украйна е представена от производството на автомобили, камиони и автобуси. През 1991 г. има 4 автомобилни завода:
- Автомобили – Запорижки автомобилен завод и Луцки автомобилен завод,
- Камиони – Кременчукски автомобилен завод;
- Автобуси – Лвивска автобусна фабрика.

Към 2019 г. в Украйна функционират 7 автомобилни завода.

## Галерия
До 1990 г.
- ЗАЗ-965 Запорожец (1960 – 1969)
- ЗАЗ-968М Запорожец (1980 – 1994)
- ЗАЗ-1102 Таврия (1988 – 2007)
- КрАЗ-256Б Днипро (1966 – 1994)
- ЛАЗ-695Н Лвив (1976 – 2002)
- ЛуАЗ-969М Волин (1979 – 1992)

След 1990 г.
- ЗАЗ-1103 Славута (1999 – 2011)
- ЗАЗ Сенс (2000 – 2017)
- ЗАЗ Форза (2011 – 2017)
- КрАЗ-6322 (1994 – )
- ЛАЗ-52081 НеоЛАЗ-12 (2004 – )
- Богдан-2351 (2011 – )